# عروسک
عروسک (به انگلیسی: Doll) مدلی است که معمولاً به شکل انسان یا شخصیت‌های شبه‌انسان ساخته می‌شود و غالباً به‌عنوان اسباب‌بازی برای کودکان و گاهی نوجوانان استفاده می‌شود. عروسک‌ها همچنین در مراسم مذهبی سنتی در سراسر جهان مورد استفاده قرار گرفته‌اند. عروسک‌های سنتی از موادی مانند خاک رس و چوب در آمریکای شمالی، آسیا، آفریقا و اروپا یافت می‌شوند. قدیمی‌ترین عروسک‌های مستند به تمدن‌های باستانی مصر، یونان و روم برمی‌گردند. این عروسک‌ها به شکل اسباب‌بازی‌های ابتدایی و هنری پیچیده ساخته شده‌اند. صنعت مدرن تولید عروسک ریشه در آلمان از قرن پانزدهم دارد. با صنعتی‌شدن و استفاده از مواد جدیدی مانند چینی و پلاستیک، عروسک‌ها به صورت انبوه تولید شدند. در طول قرن بیستم، عروسک‌ها به‌طور فزاینده‌ای به عنوان اشیاء کلکسیونی محبوب شدند.
عروسک به قوه تخیل کودکان کمک می‌کند بگونه‌ای که هنگام بازی، کودک آن را فردی زنده تصور کرده و برای آن شخصیت و اعمال متصور می‌شود.
با توجه به لزوم ایجاد یک پل ارتباطی بین بزرگسال و کودک که توسط آن بزرگسال بتواند هم کودک را بشناسد و هم دنیای خویش را به او معرفی کند، ساخت و ارائهٔ اسباب‌بازی به کودک یکی از مؤثرترین راهکارهایی است که با درگیر کردن احساسات کودک می‌تواند وی را به واکاوی و جستجو در مفاهیم دنیای بزرگسالان وادار کند. از سوی دیگر کودکان در بازی‌های خود استعدادشان را در زمینهٔ تجربه و قدرت تخیل‌شان به نمایش می‌گذارند. گاهی از عروسک‌ها برای نمایش به‌جای انسان‌ها استفاده می‌شود که به آن‌ها عروسک خیمه‌شب‌بازی یا عروسک نمایشی گفته می‌شود. استفاده دختربچه‌ها از عروسک به مراتب بیشتر از پسرهاست و این برگرفته از حس مادرپنداری آنان در آینده است.

## تاریخچه، انواع و مواد

#### تاریخچه اولیه و عروسک‌های سنتی
نخستین عروسک‌ها از موادی مانند سنگ،  چوب،  استخوان،  عاج،  چرم یا موم و یا گِل ساخته می‌شدند. شواهد باستان‌شناسی عروسک‌ها را به عنوان نمونه اصلی قدیمی‌ترین اسباب‌بازی شناخته‌شده قرار می‌دهد. عروسک‌هایی با دست و پای چوبی در مقبره‌های مصری پیدا شده‌اند که قدمت آن‌ها به اوایل قرن بیست و یکم پیش از میلاد می‌رسد. قدمت عروسک‌ها با اندام‌های متحرک و لباس‌های جدا شونده به حداقل ۲۰۰ سال قبل از میلاد بر می‌گردد. باستان شناسان عروسک‌های یونانی ساخته شده از خاک رس که مفصل ران و شانه دارند را کشف کرده‌اند. . شواهد باستان‌شناسی نشان می‌دهد که عروسک‌ها به‌عنوان اولین اسباب‌بازی شناخته‌شده مطرح بوده‌اند. عروسک‌های چوبی پارویی در قبرهای مصری یافت شده‌اند که قدمت آنها به اوایل قرن بیست و یکم قبل از میلاد برمی‌گردد. عروسک‌هایی با اندام‌های متحرک و لباس‌های قابل تعویض حداقل به 200 قبل از میلاد بازمی‌گردند. باستان‌شناسان عروسک‌های یونانی ساخته‌شده از خاک رس را کشف کرده‌اند که در نواحی لگن و شانه‌ها مفصل‌دار بوده‌اند. عروسک‌های پارچه‌ای و حیوانات عروسکی احتمالاً نیز محبوب بوده‌اند، اما هیچ نمونه‌ای از اینها تا امروز باقی نمانده است. داستان‌هایی از یونان باستان در حدود 100 میلادی نشان می‌دهند که عروسک‌ها توسط دختران کوچک به عنوان اسباب‌بازی استفاده می‌شدند. یونانی‌ها به عروسک "κόρη" می‌گفتند که به معنای "دختر کوچک" است، و عروسک مومی "δάγυνον" یا "πλαγγών" نامیده می‌شد. عروسک‌ها اغلب اندام‌های متحرک داشتند و "νευρόσπαστα" نامیده می‌شدند، که با نخ‌ها یا سیم‌ها کار می‌کردند.
در روم باستان، عروسک‌ها از خاک رس، چوب یا عاج ساخته می‌شدند. عروسک‌ها در قبرهای کودکان رومی یافت شده‌اند. مانند کودکان امروزی، کودکان روم باستان نیز عروسک‌های خود را مطابق با آخرین مد روز لباس می‌پوشاندند. در یونان و روم، مرسوم بود که پسران در زمان بلوغ و دختران در زمان ازدواج اسباب‌بازی‌های خود را به خدایان تقدیم کنند. در مراسم ازدواج، دختران یونانی عروسک‌های خود را به آرتمیس و دختران رومی به ونوس تقدیم می‌کردند، اما اگر قبل از ازدواج می‌مردند، عروسک‌هایشان با آنها دفن می‌شد.
عروسک‌های پارچه‌ای به طور سنتی در خانه‌ها از تکه‌های اضافی پارچه ساخته می‌شدند. عروسک‌های پارچه‌ای رومی از 300 قبل از میلاد پیدا شده‌اند.

##### عروسک‌های سنتی آفریقایی
عروسک‌های سنتی گاهی به عنوان اسباب‌بازی‌های کودکان استفاده می‌شوند، اما ممکن است ارزش‌های روحی، جادویی و آیینی نیز داشته باشند. هیچ خط مشخصی بین عروسک‌های روحی و اسباب‌بازی وجود ندارد. در برخی فرهنگ‌ها، عروسک‌هایی که در مراسم آیینی استفاده شده بودند به کودکان داده می‌شدند. آنها همچنین در آموزش کودکان و به عنوان حامل‌های میراث فرهنگی استفاده می‌شدند. در فرهنگ‌های دیگر، عروسک‌ها به دلیل داشتن قدرت‌های جادویی زیاد برای بازی کودکان مناسب نبودند.
عروسک‌های آفریقایی برای آموزش و سرگرمی استفاده می‌شوند؛ آنها واسطه‌های فراطبیعی هستند و برای اهداف آیینی به‌کار می‌روند. شکل و لباس آنها بسته به منطقه و رسم متفاوت است. عروسک‌ها اغلب از مادر به دختر منتقل می‌شوند. "آکوا" عروسک‌های چوبی آیینی باروری از غنا و مناطق نزدیک هستند. معروف‌ترین "آکوا"ها از مردم "آشانتی" هستند که عروسک‌های آنها دارای سرهای بزرگ و دیسک‌مانند هستند. قبایل دیگر در منطقه سبک‌های خاص خود را از "آکوا" دارند.

##### عروسک‌های ژاپنی
عروسک‌های "هینا" ژاپنی، در طی جشنواره "هیناماتسوری" به نمایش گذاشته می‌شوند. عروسک‌های ژاپنی تاریخ غنی دارند که به دوران "دوگو" (8000-200 قبل از میلاد) و پیکره‌های تدفینی "هانیوا" (300-600 میلادی) برمی‌گردد. تا قرن یازدهم، عروسک‌ها به عنوان اسباب‌بازی و همچنین برای حفاظت و در مراسم مذهبی استفاده می‌شدند. در طول جشنواره "هیناماتسوری"، عروسک‌های "هینا" (雛人形, hina-ningyō) به نمایش گذاشته می‌شوند. این عروسک‌ها از کاه و چوب ساخته شده، نقاشی شده و با پارچه‌های لایه‌لایه و پیچیده پوشانده می‌شوند. عروسک‌های "داروما" عروسک‌های کروی با بدن‌های قرمز و صورت‌های سفید بدون مردمک هستند. آنها نمایانگر "بودهیدارما"، هندی شرقی که ذن را تأسیس کرد، هستند و به عنوان طلسم‌های خوش‌شانسی استفاده می‌شوند. عروسک‌های چوبی "کوکشی" بدون بازو و پا، اما با سری بزرگ و بدنی استوانه‌ای هستند که نمایانگر دختران کوچک هستند.

##### عروسک‌های سنتی بومی آمریکا
عروسک‌های "کاچینا" از بومیان "هوپی" و عروسک "اینوئیت" گرینلندی .عروسک‌های "کاچینا" از "هوپی" بومی آمریکا، پیکره‌هایی از چوب درخت پنبه هستند که ویژگی‌های "کاچینا" آیینی را که ارواح ماسک‌دار قبیله "هوپی" هستند، تجسم می‌بخشند. عروسک‌های "کاچینا" اشیائی هستند که باید گرامی داشته شده و مورد مطالعه قرار گیرند تا ویژگی‌های هر "کاچینا" را یاد بگیرند. عروسک‌های "اینوئیت" از سنگ صابون و استخوان، موادی که برای "اینوئیت" رایج است، ساخته می‌شوند. بسیاری از آنها با پوست یا خز حیوانات پوشانده شده‌اند. لباس آنها سبک سنتی لباسی را که برای بقا در "آرکتیک" مورد نیاز است، نشان می‌دهد.

##### عروسک‌های سنتی بومی ایتالیا
"سوزی" عروسک‌های ناپولی سنتی از ایتالیا هستند که شکل پیکره‌های خیمه‌شب‌بازی و بازیگران عروسک‌گردانی دارند. عروسک‌های "سوزی" اغلب در خانه‌ها و رستوران‌ها به عنوان تزئین قرار می‌گیرند. عروسک‌های "بیتکا" از اوکراین به طور سنتی از کاه و تکه‌های اضافی پارچه ساخته می‌شوند. عروسک‌های "موتانکا" یا "موتنیتسا" عروسک‌های سنتی اسلاوی هستند که با استفاده از پارچه و بدون دوخت ساخته می‌شوند.

## عروسک های بومی ایران
دوتوک ، اولین عروسک بومی که به ثبت ملی رسیده از روستاهای سربیشه‌ی خراسان جنوبی است. چرا که مردم این منطقه به عروسک، در زبان محلی دوتوک می‌گویند. دوتوک در دل خود سرگذشت‌های بسیاری را جای داده است.
این عروسک های بومی با هدف آموزش و سرگرمی توسط زنان توانمند روستای تاجمیر ساخته می‌شوند. عروسک های بومی دوتوک از جنس چوب و پارچه هستند و سازندگان این عروسک‌ها کمتر به جزئیات توجه می‌کنند.

#### دهتولوک؛ عروسک بومی هرمزگان و جزیره قشم
عروسک‌ها یادگار مادرها برای دخترها هستند. عروسک بومی دهتولوک در زبان محلی به معنی دختر نامی است که البته به دختولوک نیز شناخته می‌شود. فن ساخت این عروسک بومی ایران از زنان سالخورده به دختران جوان رسیده و قدمتی بیش از ۵۰ سال دارد. زنان قدیمی گفته‌اند که عروسک‌های دهتولوک مونس روزگار تنهایی آنها هستند؛ زمانی که شوهرانشان راهی دریا می‌شدند.
این عروسک بومی به آسانی ساخته می‌شود. تکه پارچه‌هایی که به دور پنبه‌ای پیچیده می‌شود، اجزای اصلی این عروسک از عروسک های بومی ایران را تشکیل می‌دهند. صورت این عروسک در گذشته ساده و بدون هیچ اجزایی بود، اما سازندگان با ذوق امروزی برای عروسک دهتولوک چشم و برقع (نوعی پوشش برای صورت که در جنوب ایران مرسوم است) می‌گذارند.

#### لیلی بازبازک، عروسک بومی کهگیلویه و بویر احمد
سرگذشت لیلی و مجنون در تاریخ و فرهنگ ما رخنه کرده است. از این رو در بیشتر اقوام محلی لیلی نماد زیبایی و عشق برای دختران ایرانی به شمار می‌آید. عروسک لیلی یا بازبازک پیام آور عشق و زیبایی برای دختران استان چهارمحال بختیاری و فارس است.
این عروسک بومی ایران قامتی بلند دارد و می‌توان آن را رقصاند. از همین رو به آن بازبازک هم می‌گویند. در عروسک لیلی از چوبی بلند برای بدنه و دو نی برای دست‌های عروسک ساخته شده است. صورت و لباس عروسک برگرفته از تکه لباس‌های محلی این منطقه است. لیلی بازبازک، یکی از عروسک های بومی ایران است که از نسلی به نسل دیگر به عنوان میراث گذاشته می‌شود.

#### بی‌بی کگ؛ عروسک آیینی زرتشتیان
عروسک‌های آیینی ریشه‌ای عمیق در باورهای مردم دارد. عروسک بی‌بی کگ از این قاعده مسثتنی نیست. بسیاری از زرتشتیان از این عروسک بومی ایران در مراسم‌های مذهبی و آیینی خود استفاده می‌کنند. عروسک بی‌بی کگ برای درمان نازایی زنان در مراسم بی بی سه شنبه آورده می‌شود.
زنانی که به دنبال مراد دل خود هستند، عروسک را با خود می‌برند و به جای آن پول می‌گذارند. پوشش زیرین عروسک بومی بی‌‌بی‌کگ سفید است و داخل عروسک با گیاه آویشن پر می‌شود. این گیاه در باور زرتشتیان نماد خوشبختی و شگون است. اجزای صورت این عروسک بومی با سوزن دوزی ساخته می‌شود. باید بدانید که بی‌بی کگ کارکرد سرگرمی برای کودکان ندارد.

#### قورچوق؛ عروسک بومی ترکمن‌
یکی از عروسک های بومی ایران که قدمتی بیش از یک قرن دارد و به پیشینه آن به شهر گنبد کاووس باز می‌گردد، قدمی بیش از یک قرن دارد، عروسک بومی قورچوق است. فن ساخت این عروسک محلی، سینه به سینه به صورت شفاهی به زنان بومی رسیده است. این عروسک بومی استان گلستان برای پسران نیز ساخته می‌شود.
شکل عروسک پسرانه‌ی قورچوق سر ندارد و پوششی مثلثی دارد که همان بالاپوش مردان ترکمن است. بدن عروسک بومی قورچوق از شاخه‌های درختان ساخته می‌شود. لباس عروسک شبیه لباس‌های محلی زنان ترکمن است. رنگ لباس عروسک قورچوق شاد و اندازه‌ی پیراهن بلند است.

### لال بهیگ؛ عروسک بومی عشایر لر
عروسک‌ها در قوم‌های ایرانی نماد باورهای مختلفی هستند. عروسک بومی لال بهیگ در مراسم‌های طلب باران نقش آفرینی می‌کند. عروسک بومی لال بهیگ متعلق به عشایر بازفت در شهرستان کوهرنگ است.
در گویش لری به عروس بهیگ می‌گویند. از این‌رو عروسک لال بهیگ یا عروس خاموش نماد شرم و حیای عروس‌ها هستند. لباس این عروسک بومی از دامن بلند و شلوار ساخته می‌شود که برگرفته از پوشش زنان عشایر است.

### بوکه باران؛ عروسک آیینی کردستان
ایران کشوری خشک و تشنه بوده و هست. از همین رو آیین‌های زیادی برای طلب باران در قوم‌های مختلفی برگزار می‌شود. آیین طلب باران در کردستان توسط عروسک‌هایی انجام می‌شود. این عروسک‌ها به دست بچه‌ها داده می‌شوند و در مراسم چرخانده می‌شوند. در این مراسم آیینی بر روی لباس‌های عروسک‌ها سکه و اجسام فلزی وصل می‌شود.
به گردانندگان عروسک‌ها در مراسم‌ تخم‌مرغ، آجیل و نقل داده می‌شود. ساختار عروسک توسط چوب‌هایی به شکل صلیب ساخته شده است. لباس‌های رنگارنگ محلی نیز به تن عروسک‌ها پوشانده شده است. بوکه باران از آن دسته عروسک های بومی ایران است که جایگاه عمیقی در باورها و سرگرمی کودکان کرد دارد.

### مینابازی؛ عروسک نمایشی استان فارس
عروسک بومی استان فارس، دختری شاد و رقصان است. مینا بازی که نام عروسک محلی شیرازی‌ها است، شور و اشتیاق را منتقل می‌کند. این عروسک قدمتی بیش از نیم قرن دارد و گفته شده آغازگر هنرهای لوطی‌گری و مطربی با این عروسک بوده است. عروسک مینا، دختری زیبا است که به همراه ساز و آواز در مراسم‌های شاد مردم شیراز حضور دارد.

### تکم؛ عروسک آیینی استان اردبیل
عیدنوروز برای تمام مردم ایران زمین مراسمی آیینی محسوب می‌شود. عروسک بومی ایران به نام تکم که به استان اردبیل برمی‌گردد، پیام آور نو شدن سال است. تکم آیینی‌ست که چهارشنبه آخر هرسال توسط مردمان بومی اردبیل گردانده می‌شود.
این عروسک بومی، حیوانی چهارپا است که بدنش از تخته چوب ساخته می‌شود. تکم در زبان محلی به معنی بز نر است که در راس گله حرکت می‌کند. افرادی که عروسک تکم را می‌گردانند به مناسب نوید دادن سال نو، از مردم هدایایی دریافت می‌کنند.

### عاروسو؛ عروسک بومی استان کرمان
عروسک های بومی ایران هنر دست زنان توانمندی هستند که برای کودکان خود مایه‌ی سرگرمی و آموزش را فراهم کرده‌اند. عروسک بومی عاروسو متعلق به شهر بابک در استان کرمان است. این عروسک بومی از ساده‌ترین لوازم مانند پارچه، پنبه و چوب ساخته می‌شود. عاروسو قدمتی بیش از ۱۲۰ سال دارد و اکنون منبعی برای درآمد زنان خانه‌دار محسوب می‌شود.

### لوپک چمکی؛ عروسک روستای تم گران کرمان
عروسک های بومی ایران صندوقچه‌ای از داستان‌های اسرارآمیز هستند. عروسک بومی آیینی لوپک چمکی قدمتی ۲۰۰ ساله دارد و متعلق به روستای تم گران کرمان است. این عروسک بومی داستانی عجیب دارد.
گفته شده که لوپک ماهی، زنی بوده که شوهرش را کشته و علاوه بر اینکه برای او عزاداری نکرده، در مراسم‌ شادی با لباس‌های رنگی حاضر شده و به رقص و پایکوبی پرداخته است. این عروسک بومی اکنون نیز جزو صنایع دستی این روستا محسوب شده و در مراسم‌ آیینی از آن استفاده می‌شود.

### تادونه؛ عروسک آیینی اقوام گالش مازندارن
پیوند زدن سرگرمی با باورها در عروسک‌ های بومی ایران به خوبی دیده می‌شود. اهالی قوم گالش برای دور شدن از چشم زخم و نظر عروسکی چوبی درست کردند که از درخت داغ‌داغان است. در گویش محلی تا به معنی یک است و تادانه اشاره به یک دانه بودن این درخت دارد. بر روی عروسک بومی تادونه اشکال و تراشه‌های هنرمندانه‌ای کشیده می‌شود. این عروسک آیینی ساده جزو میراث فرهنگی و صنایع دستی مازندران محسوب می‌شود.

### عاروسک جلی؛ عروسک بومی ابرکوه یزد
عاروسک جلی نماد مادربزرگ‌هایی است که با گرمای لبخندشان در آغوش کودکان جا خوش می‌کنند.  جلی عروسک بومی ایران در منطقه ابرکوه استان یزد است. عروسکی که چارقدی رنگی به سر کرده و لبخندی عمیق بر روی صورتش حک شده است. این عروسک بومی به چهار قرن پیش برمی‌گردد. دامن‌های رنگی، موهایی که از فرق سر باز شده و  چارقد بلندی بر سر این عروسک بومی سبب شده که بسیار مورد توجه گردشگران قرار گیرد.

### آروسک؛ عروسک بومی روستای قلعه قافه
در قدیم ساخت عروسک‌های بی چهره متداول بوده است زیرا عقیده داشتند که سازنده بر اساس شخصیت و خصوصیات ظاهری خودش عروسک را طراحی و می‌سازد و باید بدون چهره باشد که از طرف دیگران شناسایی نشود. پوشش سر عروسک قلعه قافه شامل سه روسری است که منذیل نام دارد. روسری‌ها و لباس‌هایی که به تن عروسک است همه از پارچه‌های دست بافت و با رنگ‌های طبیعی مخصوص همان منطقه رنگ‌آمیزی و بافته شده که یکی از ویژگی‌های منحصر به فرد این عروسک‌ها محسوب می‌شود.

## عروسک در ایران
عروسک در ایران نیز جزو سرگرمی های مورد علاقه کودکان و کلکسیونر ها می باشد به طوری که سالانه مبالغ زیادی هزینه این امر می گردد . عروسک ها در ایران به دو روش سنتی و دییجتال به فروش می رسید وبرند های ایرانی پیویو و دیجیکالا و کوکوشاپ از جمله شرکت های معروف عرضه عروسک در ایران می باشند.

## استفاده‌های جادویی از عروسک‌ها
استفاده از پیکره‌ها برای انجام طلسم بر روی فردی در فرهنگ‌های آفریقایی، بومی آمریکایی و اروپایی مستند شده است. مثال‌هایی از چنین ابزارهای جادویی شامل "پاپت" اروپایی و "نکیسی" یا "بوچیو" از آفریقای غربی و مرکزی است. در جادوی فولکلور و ساحری اروپایی، عروسک‌های "پاپت" برای نمایاندن فردی برای اجرای طلسم بر روی او استفاده می‌شوند. نیت این است که هر عملی که بر روی پیکره انجام شود، از طریق جادوی همدردی به سوژه منتقل شود. عمل فروکردن سوزن‌ها در عروسک‌های وودو با جادوی فولکلور "هودو" آفریقایی-آمریکایی مرتبط شده است. عروسک‌های وودو ویژگی مذهب "وودو" هائیتی نیستند، اما در فرهنگ عامه به این صورت به تصویر کشیده شده‌اند و عروسک‌های وودو استریوتیپی به گردشگران در هائیتی فروخته می‌شوند. احتمالاً مفهوم عروسک وودو در فرهنگ عامه از "پاپت" اروپایی تأثیر گرفته است. "جادوگر آشپزخانه" یک عروسک "پاپت" از اروپای شمالی است که به شکل جادوگر یا پیری استریوتیپی است و در آشپزخانه‌های مسکونی به منظور آوردن خوش‌شانسی و دور کردن ارواح بد به نمایش گذاشته می‌شود.

## دوران جدید: قرن 18 به بعد
در قرن هفدهم و هجدهم میلادی، عروسک‌ها به‌طور فزاینده‌ای به عنوان اسباب‌بازی کودکان شناخته شدند. کارخانه‌ها در انگلستان و آلمان شروع به تولید عروسک‌های چوبی کرد. این عروسک‌ها برای ارائه به دختران جوان طراحی شده بودند تا آنها را به وظایف خانه‌داری و مراقبت از نوزادان آموزش دهند. عروسک‌ها دارای لباس‌های قابل تعویض بودند و اغلب همراه با لوازم جانبی مانند مبلمان و ظروف غذا عرضه می‌شدند. در این دوره، عروسک‌ها به عنوان ابزاری آموزشی مورد استفاده قرار گرفتند و همچنین نمایانگر نقوش اجتماعی و فرهنگی زمان بودند.

#### عروسک‌های دوران ویکتوریایی
در دوران ویکتوریایی، عروسک‌های سرامیکی چینی (china dolls) و عروسک‌های سرامیکی بیسک (bisque dolls) بسیار محبوب شدند. این عروسک‌ها دارای سرهایی از جنس سرامیک بودند که به صورت بسیار دقیق و زیبا نقاشی شده بودند. بدن عروسک‌ها معمولاً از چوب یا ترکیبات دیگری ساخته می‌شد. عروسک‌های سرامیکی بیسک به خصوص به دلیل چهره‌های طبیعی و واقعی‌شان مشهور بودند و بسیاری از آنها توسط هنرمندان معروف ساخته می‌شدند. در این دوران، عروسک‌ها به تدریج از ابزاری آموزشی به اشیائی با ارزش هنری و فرهنگی تبدیل شدند.

#### عروسک‌های مدرن
با ورود به قرن بیستم، تولید عروسک‌ها به صورت انبوه آغاز شد. عروسک‌های پلاستیکی و وینیل جایگزین عروسک‌های چوبی و سرامیکی شدند. شرکت‌های بزرگی مانند "باربی" و "مای لیتل پونی" به تولید عروسک‌های مدرن پرداختند که نه تنها به عنوان اسباب‌بازی بلکه به عنوان نمادهای فرهنگی نیز شناخته می‌شوند. عروسک‌های مدرن دارای قابلیت‌های مختلفی مانند صحبت کردن، حرکت کردن و تغییر لباس هستند و با استفاده از تکنولوژی‌های جدید، به محصولات تعاملی و آموزشی تبدیل شده‌اند. این عروسک‌ها همچنین به عنوان اشیاء کلکسیونی ارزشمند برای بزرگسالان شناخته می‌شوند.

### عروسک‌های پولیشی
عروسک پولیشی به عروسک‌هایی گفته می‌شود که ساختاری نرم و انعطاف‌پذیر دارند. دوخت و جنس پارچهٔ آن‌ها از الیافی تشکیل شده که مناسب برای بچه‌هاست. این عروسک‌ها را با الیاف ضد حساسیت و نرم و پارچه‌های کتان و پنبه‌ای پر می‌کنند.
عروسک‌های پولیشی عمدتاً به دلیل نرمی، انعطاف‌پذیری و شباهت آن‌ها به حیوانات یا شخصیت‌های خیالی از سایر اسباب بازی‌ها متفاوتند. این دسته از عروسک‌ها معمولاً به شکل حیوانات به‌خصوص خرس‌ها، حیوانات خانگی، پستانداران مانند گربه‌ها و سگ‌ها و حیوانات بسیار شناخته شده‌ای مانند گورخر، ببر، پانداها، مارمولک‌ها و فیل‌ها ساخته می‌شوند. بسیاری از شخصیت‌های خیالی مانند حیواناتی که در فیلم‌ها، کارتون‌ها و کتاب‌ها وجود دارند نیز در نسخه‌های مختلف عروسک پولیشی طراحی می‌شوند.
عروسک‌های پارچه‌ای و عروسک‌های پولیشی هم احتمالاً محبوب بوده‌اند، اما هیچ نمونه شناخته شده‌ای از آنها تا به امروز باقی نمانده‌است. داستانهای یونان باستان در حدود ۱۰۰ بعد از میلاد نشان می‌دهد که عروسک‌ها توسط دختربچه‌ها به عنوان اسباب بازی استفاده می‌شدند. در روم باستان،  عروسک‌ها از خاک رس، چوب یا عاج ساخته می‌شدند. عروسک‌ها در قبر کودکان رومی پیدا شده‌اند. مانند بچه‌های امروزی، کودکان تمدن روم عروسک‌های خود را مطابق جدیدترین مدها لباس می‌پوشاندند. در یونان و روم مرسوم بود که پسران هنگام بلوغ اسباب بازی‌های خود را وقف خدایان می‌کردند و دختران هنگام ازدواج اسباب بازی‌های خود را به الهه‌ها تقدیم می‌کردند. عروسک‌های پارچه ای به‌طور سنتی از ضایعات اضافی پارچه ساخته می‌شدند. قدمت عروسک‌های پارچه ای رومی به ۳۰۰ سال قبل از میلاد مسیح بر می‌گردد.

### عروسک‌های سنتی
گاهی عروسک‌های سنتی به عنوان اسباب بازی کودکان استفاده می‌شوند، اما ممکن است ارزش معنوی، جادویی و آیینی نیز داشته باشند. هیچ مرز مشخصی بین اسباب‌بازی‌های مذهبی و عروسک‌ها وجود ندارد. در برخی فرهنگ‌ها عروسک‌هایی که در مراسم مذهبی استفاده می‌شد به کودکان اهدا می‌شد و این عروسک‌ها در آموزش کودکان و به عنوان حامل میراث فرهنگی مورد استفاده قرار گرفتند. در فرهنگ‌های دیگر عروسک را دارای قدرت جادویی می‌دانستند و اجازه نمی‌داد کودکان با آنها بازی کنند.
عروسک‌های ماتریوشکا عروسک‌های سنتی روسی هستند که از تعدادی مجسمه‌های چوبی توخالی تشکیل شده‌اند که در داخل هم قرار می‌گیرند. آنها معمولاً دهقانان سنتی را به تصویر می‌کشیدند و اولین ماتریوشکا در سال ۱۸۹۰ تراشیده و رنگ آمیزی شد. در آلمان، عروسک‌های سفالی از قرن سیزدهم، و ساخت عروسک چوبی از قرن پانزدهم ثبت شده‌است. از حدود قرن پانزدهم، عروسک‌های بسیار پیچیده‌ای برای نمایش صحنه‌های تولد، عمدتاً در ایتالیا به‌طور ماهرانه‌ای ساخته شدند. عروسک‌هایی با لباس‌های شیک و مد روز در فرانسه در قرن شانزدهم به فروش می‌رسید، اگرچه بدن آنها اغلب ساختاری خشن و به دور از ظرافت داشت. عروسک‌های چوبی آلمانی و هلندی ارزان بودند و به سادگی ساخته می‌شدند. این عروسک‌های ارزان از قرن شانزدهم اسباب بازی کودکان فقیر در اروپا بودند. چوب تا قرن نوزدهم همچنان ماده اصلی ساخت عروسک‌ها در اروپا بود. در طول قرن‌های ۱۸ و ۱۹، چوب برای ساخت عروسک با سایر مواد مانند چرم، موم و پرسلن ترکیب شد. مشخص نیست از چه زمانی چشمان شیشه‌ای برای عروسک‌ها استفاده شد، اما رنگ چشم بیشتر عروسک‌ها قهوه‌ای بود تا دوران ویکتوریا که چشم‌های آبی با الهام از ملکه ویکتوریا محبوبیت بیشتری پیدا کرد.
عروسک‌ها، پاپت‌ها (عروسک‌های نمایشی) و ماسک‌ها به مردم عادی اجازه می‌دهند آنچه را که در شرایط واقعی ممکن نیست را بیان کنند؛ در ایران، به عنوان مثال در دوران قاجار، مردم از سیاست و شرایط اجتماعی سلطنت احمدشاه از طریق عروسک گردانی بدون ترس از مجازات انتقاد می‌کردند. بر اساس احکام اسلامی، رقصیدن در مکانهای عمومی به ویژه برای زنان ممنوع است. اما عروسک‌ها یا پاپت‌ها دارای هویت آزاد و مستقل هستند و می‌توانند آنچه را که برای شخص واقعی امکان‌پذیر نیست انجام دهند. لیلی یک عروسک متحرک است که در بین اقوام لر در ایران محبوب است. نام لیلی برگرفته از داستان عاشقانه لیلی و مجنون است. لیلی نماد معشوق است که از نظر روحی زیبا است. لیلی همچنین نمایانگر و حفظ کننده یک سنت فرهنگی است که به تدریج در زندگی شهری در حال از بین رفتن است.

## عروسک‌های باربی و فرهنگ عامه
عروسک باربی که توسط شرکت متل (Mattel) در سال 1959 معرفی شد، یکی از معروف‌ترین و پرطرفدارترین عروسک‌ها در سراسر جهان است. باربی، که نام کامل آن باربارا میلسنت رابرتز است، با لباس‌ها و لوازم جانبی متنوع، نقش‌های مختلفی مانند پزشک، مهندس، معلم و حتی فضانورد را به خود گرفته است. این تنوع به کودکان امکان می‌دهد تا از تخیل خود استفاده کنند و نقش‌های مختلفی را بازی کنند. با این حال، باربی به دلیل شکل بدن غیرواقعی و تأثیرات منفی بر تصویر بدن در کودکان، مورد انتقاد قرار گرفته است.

## عروسک‌های اکشن و شخصیت‌های رسانه‌ای
عروسک‌های اکشن که برای پسران طراحی شده‌اند، از دهه 1960 به بعد محبوبیت زیادی پیدا کردند. این عروسک‌ها به شکل شخصیت‌های ابرقهرمانی، جنگجویان و شخصیت‌های معروف فیلم‌ها و تلویزیون ساخته می‌شوند. شرکت‌های بزرگی مانند هاسبرو (Hasbro) و دیزنی نقش مهمی در تولید این نوع عروسک‌ها دارند. شخصیت‌های معروفی مانند "جی. آی. جو"، "بتمن" و "اسپایدرمن" نمونه‌های بارزی از این نوع عروسک‌ها هستند.

## عروسک‌های آموزشی و تعاملی
در دهه‌های اخیر، عروسک‌های آموزشی و تعاملی به عنوان ابزاری برای آموزش کودکان معرفی شده‌اند. این عروسک‌ها با استفاده از تکنولوژی‌های پیشرفته مانند هوش مصنوعی و واقعیت افزوده، به کودکان کمک می‌کنند تا مهارت‌های زبانی، ریاضی و اجتماعی خود را تقویت کنند. برخی از این عروسک‌ها قادر به پاسخ دادن به سوالات، تشخیص چهره و حتی تشخیص احساسات کودک هستند.

## عروسک‌های کلکسیونی
عروسک‌های کلکسیونی معمولاً به صورت محدود و با جزئیات دقیق ساخته می‌شوند و برای بزرگسالان به عنوان اشیاء هنری و کلکسیونی مورد توجه قرار می‌گیرند. این عروسک‌ها می‌توانند نمایانگر شخصیت‌های تاریخی، فیلم‌ها و فرهنگ‌های مختلف باشند. عروسک‌های پورسلن و عروسک‌های هنری از جمله این نوع عروسک‌ها هستند که با استفاده از مواد با کیفیت بالا و توسط هنرمندان متخصص ساخته می‌شوند.

## تأثیرات فرهنگی و اجتماعی عروسک‌ها
عروسک‌ها نقش مهمی در شکل‌گیری هویت فرهنگی و اجتماعی کودکان دارند. آنها می‌توانند ارزش‌ها، نقش‌ها و انتظارات اجتماعی را به کودکان منتقل کنند. به عنوان مثال، عروسک‌های باربی با ارائه مدل‌های مختلف شغلی به دختران نشان می‌دهند که می‌توانند در آینده هر نقشی را که می‌خواهند انتخاب کنند. از سوی دیگر، انتقاداتی نیز مطرح شده است که عروسک‌ها می‌توانند نقش‌های جنسیتی سنتی را تقویت کنند و انتظارات غیرواقعی از زیبایی و بدن را به کودکان تحمیل کنند.

## آینده عروسک‌ها
با پیشرفت‌های تکنولوژیکی، عروسک‌ها نیز در حال تحول هستند. عروسک‌های هوشمند که با استفاده از هوش مصنوعی قادر به تعامل با کودکان هستند، به زودی به بازار عرضه خواهند شد. این عروسک‌ها می‌توانند به یادگیری کودکان کمک کنند، همراهی کنند و حتی دوستانی برای کودکان باشند. از سوی دیگر، تلاش‌هایی نیز برای تولید عروسک‌هایی با تنوع بیشتر در زمینه جنسیت، نژاد و بدن در حال انجام است تا نمایانگر واقعی‌تری از جامعه باشند.
عروسک‌ها همچنان به عنوان یکی از مهم‌ترین ابزارهای بازی و یادگیری برای کودکان باقی خواهند ماند و با تغییرات فرهنگی و تکنولوژیکی همراه خواهند شد.

## کاربردها، ظاهر و مسائل
از زمان‌های باستان، عروسک‌ها نقشی مرکزی در جادو و آیین‌های مذهبی ایفا کرده‌اند و به عنوان نماینده‌های خدایان مورد استفاده قرار گرفته‌اند. عروسک‌ها همچنین به طور سنتی اسباب بازی کودکان بوده‌اند. بزرگسالان نیز به دلیل ارزش نوستالژیک، زیبایی، اهمیت تاریخی یا ارزش مالی، عروسک‌ها را جمع‌آوری می‌کنند. عروسک‌های قدیمی که به عنوان اسباب‌بازی کودکان ساخته شده‌اند، به اقلام کلکسیونی تبدیل شده‌اند. عروسک‌های بسک قرن نوزدهم که توسط تولیدکنندگان فرانسوی مانند برو و ژومو ساخته شده‌اند، ممکن است امروزه تا 22 هزار دلار ارزش داشته باشند.
عروسک‌ها به طور سنتی به عنوان اسباب‌بازی‌های ساده و ابتدایی ساخته شده‌اند و همچنین با طراحی‌های پیچیده و هنری نیز ساخته شده‌اند. آن‌ها به عنوان هنرهای مردمی در فرهنگ‌های مختلف جهان ایجاد شده‌اند و در قرن بیستم، عروسک‌های هنری به عنوان هنر بالا شناخته شدند. هنرمند هانس بلمر در دهه‌های 1930 و 1940 در آلمان عروسک‌های سوررئالیستی با اندام‌های قابل تعویض ساخت که مخالف پرستش بدن آریایی کامل توسط حزب نازی بود. هنرمند دهکده شرقی، گریر لنکتون، در دهه 1980 به خاطر نمایش‌های ویترینی تئاتری از عروسک‌های معتاد به مواد مخدر، بی‌اشتهایی و جهش یافته، مشهور شد.
عروسک‌های شبیه به زندگی یا آناتومیکی دقیق توسط حرفه‌ای‌های بهداشت، مدارس پزشکی و کارگران اجتماعی برای آموزش پزشکان و پرستاران در روش‌های مختلف بهداشتی یا بررسی موارد سوء استفاده جنسی از کودکان استفاده می‌شوند. هنرمندان گاهی از مانکن‌های چوبی مفصل‌دار برای ترسیم شکل انسان استفاده می‌کنند. بسیاری از برندهای عروسک‌های معمولی نیز آناتومیکی دقیق هستند، اگرچه بیشتر انواع عروسک‌ها بدون جنسی هستند. ایگلی-فیگورن‌ها نوعی عروسک هستند که در سال 1964 در سوئیس برای روایت داستان‌های کتاب مقدس ایجاد شده‌اند.

#### تفاوت جنسیتی در انتخاب اسباب‌بازی‌ها
در جوامع غربی، تفاوت جنسیتی در انتخاب اسباب‌بازی‌ها مشاهده و مطالعه شده است. فیگورهای اکشن که ویژگی‌های سنتی مردانه را نمایان می‌کنند، بین پسران محبوب هستند که بیشتر تمایل به انتخاب اسباب‌بازی‌هایی دارند که به ابزارها، حمل و نقل، گاراژها، ماشین‌ها و تجهیزات نظامی مرتبط هستند. عروسک‌ها برای دختران تمایل به نمایش ویژگی‌های زنانه دارند و با لوازمی مانند لباس، وسایل آشپزخانه، ظروف، مبلمان و جواهرات عرضه می‌شوند.

## فوبیای عروسک
پدیوفوبیا ترس از عروسک‌ها یا اشیاء مشابه است. روانشناس ارنست جنچ نظریه‌ای مطرح کرد که احساسات ناخوشایند زمانی به وجود می‌آیند که یک عدم قطعیت ذهنی در مورد زنده بودن یا نبودن یک شی وجود دارد. زیگموند فروید این نظریه‌ها را بیشتر توسعه داد. ربات‌ساز ژاپنی، ماساهیرو موری، این نظریه‌ها را گسترش داد تا فرضیه دره ناآرام را توسعه دهد: اگر یک شی به اندازه کافی غیر انسانی باشد، ویژگی‌های انسانی آن برجسته خواهند شد و دلپذیر خواهند بود؛ با این حال، اگر آن شی به یک آستانه خاص از ظاهر انسانی برسد، ویژگی‌های غیر انسانی آن برجسته خواهند شد و ناراحت‌کننده خواهند بود.

## بیمارستان‌های عروسک
بیمارستان عروسک کارگاهی است که در تعمیر یا بازسازی عروسک‌ها تخصص دارد. بیمارستان‌های عروسک در کشورهای مختلف جهان یافت می‌شوند. یکی از قدیمی‌ترین بیمارستان‌های عروسک در سال 1830 در لیسبون، پرتغال تأسیس شد و دیگری در ملبورن، که به عنوان اولین مؤسسه در استرالیا مشهور است، در سال 1888 تأسیس شد. در ایالات متحده انجمنی برای پزشکان عروسک وجود دارد. هانری لونای، که در فروشگاهش در شمال شرقی پاریس به مدت 43 سال عروسک‌ها را تعمیر کرده است، می‌گوید که بیش از 30,000 عروسک را در طول کار خود بازسازی کرده است. اکثر مشتریان او کودکان نیستند، بلکه بزرگسالان در سنین 50 و 60 سال هستند. برخی از برندهای عروسک، مانند آمریکایی دختر و مادام الکساندر، نیز خدمات بیمارستانی برای عروسک‌های خود ارائه می‌دهند.

## عروسک‌ها و داستان‌های کودکان
بسیاری از کتاب‌ها به داستان‌های عروسکی می‌پردازند، از جمله "ویلهلمینا. ماجراهای یک عروسک هلندی"، نوشته نورا پیت-تیلور و تصویرگری شده توسط گلادیس هال. عروسک‌های پارچه‌ای در بسیاری از داستان‌های کودکان به نمایش درآمده‌اند، مانند شخصیت قرن نوزدهمی گولی‌وگ در "ماجراهای دو عروسک هلندی و یک گولی‌وگ" نوشته برتا آپتون و فلورنس کی. آپتون و "راگدی آن" در کتاب‌های جانی گروئل، که اولین بار در سال 1918 منتشر شد. "عروسک تنها" کتاب کودکان سال 1957 نوشته نویسنده کانادایی داره رایت است. این داستان که از طریق متن و عکس‌ها روایت می‌شود، درباره عروسی به نام ادیت و دو خرس عروسکی است.